# Buteo trizonatus
Buteo trizonotus (лат.) — вид африканских хищных птиц из семейства ястребиных. Некоторые специалисты считают его подвидом Buteo oreophilus. Подвидов не выделяют.

## Распространение
Эндемики ЮАР, Лесото и Эсватини. Лесные птицы.

## Описание
Длина тела 41-48 см. Размах крыльев 102—117 см. Вес одной взвешенной особи составил около 700 г. Верхние части тела коричневые, а нижние белесые с коричневыми отметинами.

## Биология
Рацион плохо изучен. Питаются млекопитающими, птицами, змеями, насекомыми. В диете также замечены скорпион и хамелеоны. В кладке обычно два яйца.